# Willem van Heeckeren van Kell

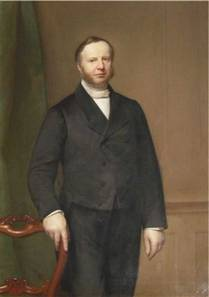
Willem van Heeckeren van Kell

Willem Baron van Heeckeren van Kell (* 1. Juli 1815 in Ruurlo; † 10. Februar 1914 ebenda) war Jurist und ein liberaler niederländischer Politiker. Vom 3. November 1877 bis 20. August 1879 war er Außenminister im Kabinett Kappeyne van de Coppello.
Van Kell war der Sohn des Gouverneurs und Staatsministers Willem Hendrik Alexander Carel van Heeckeren van Kell und Geertruid Sara Agatha van Pabst van Bingerden und entstammte dem vermögenden Adelsgeschlecht Heeckeren aus dem Herzogtum Geldern.
Er wurde in Utrecht erzogen, wo er zunächst Privatunterricht erhielt, um von 1834 bis 1839 an der Utrechter Universität Rechtswissenschaften zu studieren. Er wurde am 22. Juni 1839 cum laude mit „De jure, quo Gelriae Trajecti, et Transisalaniae regiones, postquam anno 1672 ab hoste fuerant occupatae, in antiquum foedus recipi debuissent“ promoviert.
Von 1842 an war er Deichgraf des Polderdistricts des Baarbroekse-Deichs und am Angerlose-Sommerdeich.
Am 19. Oktober 1843 heiratete er Sophia Johanna Justina Baroness Taets van Amerongen, die am 25. April 1861 verstarb. Am 3. Dezember 1868 ging er eine zweite Ehe mit Albertine Marie Gräfin van Limburg Stirum ein. Aus seiner ersten Ehe gingen drei Söhne und drei Töchter hervor, aus der zweiten Ehe zwei weitere Söhne.
Von 1845 bis 1860 hat er das Amt des Bürgermeisters von Angerlo inne.
Großgrundbesitzer.
Als Chef des Kabinetts des Königs entwickelte er sich zu einem einflussreichen Berater und spielte mehrfach eine maßgebliche Rolle bei Privatangelegenheiten des Königshauses, so unter anderem bei dem Konflikt von Wilhelm II. mit seinem Sohn, König Wilhelm III., als dieser im Begriff war, die 41 Jahre jüngere Emma zu Waldeck und Pyrmont zu heiraten oder bei einem sich wegen einer Affäre Wilhelms III. mit einer französischen Opernsängerin anbahnendem öffentlichen Skandal.
1877 berief ihn Joannes Kappeyne van de Coppello als Außenminister in sein Kabinett. Als Anekdote erzählte man sich, dass van Kell im Familienschloss Ruurlo und in seiner Villa an der Lange Voorhout 32 in Den Haag mehr private Bedienstete beschäftigte als das Außenministerium Mitarbeiter hatte.
Sein Vorgänger im Amt des Außenministers war Joseph van der Does de Willebois, sein Nachfolger Constantijn Theodoor van Lynden van Sandenburg.
Er zählt zudem zu den ganz frühen Photopionieren der Niederlande. Im August 1842 nahm er mit einer aus Paris beschafften Photoausrüstung erstmals ein Bild von seinem Knecht Reinder Berenschot auf.